# تومي بروفت
تومي بروفت (بالإنجليزية: Tommy Proffitt)‏ (مواليد 13 يوليو 1927) هو ملاكم إنجليزي سابق، مثّل بريطانيا العظمى في الألعاب الأولمبية الصيفية 1948.

## روابط خارجية
تومي بروفت على موقع أوليمبيديا (الإنجليزية)